# Benavides (Teksas)
Benavides je grad u američkoj saveznoj državi Teksas. Prema popisu stanovništva iz 2010. u njemu je živjelo 1.362 stanovnika.